# Rejsekort & Rejseplan A/S
 Ikke at forveksle med Rejsekort.
Rejsekort og Rejseplan A/S er det driftsselskab som står for udvikling og drift af Rejsekort og Rejseplanen. Administrerende direktør er Kasper A. Schmidt.
Rejsekort A/S blev stiftet i 2003 af HUR, DSB, Ørestadsselskabet, Storstrøms Trafikselskab, Vestsjællands Trafikselskab, Vejle Amts Trafikselskab og Nordjyllands Trafikselskab. Efter kommunalreformen i 2007 er aktionærerne Movia, DSB, Ørestadsselskabet, Sydtrafik, Midttrafik, Nordjyllands Trafikselskab, FynBus og BAT. Leverandøren af rejsekortsystemet er et konsortium, East-West Denmark Aps, som er ejet af Thales.